# دریاچه تمساح
دریاچه تمساح دریاچه ای در مصر در دلتای نیل است. این در حوضه ای توسعه یافته‌است که در امتداد گسل گسترش یافته از دریای مدیترانه تا خلیج سوئز از طریق منطقه دریاچه‌های تلخ وجود دارد.  در سال ۱۸۰۰، سیل وادی طمیلات را پر کرد، که باعث طغیان مخازن تمساح و انتقال آب به جنوب دریاچه‌های تلخ در حدود ۱۴ مایل دورتر شد. در سال ۱۸۶۲، این دریاچه پر از آب دریای سرخ شد و به بخشی از کانال سوئز تبدیل شد. 